# BS Weert
O Basketball Stichting Weert é um clube profissional de basquetebol sediado na cidade de Weert, Limburgo, Países Baixos que atualmente disputa a Liga BNXT. Foi fundado em 1968 e manda seus jogos na Sporthal Boshoven.